# 満洲国の経済

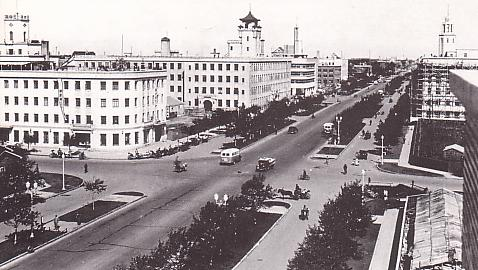
首都新京大同通り

満洲国の経済（まんしゅうこくのけいざい）では、1932年～1945年にかけて満洲（現在の中国東北部）に存在した満洲国の経済について記述する。1931年の満洲事変、1932年の満洲国の建国後、日本により統治機構が整備されていった。満洲国に対する日本の産業投資は、重工業に対する重点的資本投下、そしてやや小額ながら農業資本投下、という構成であった。

## 概要

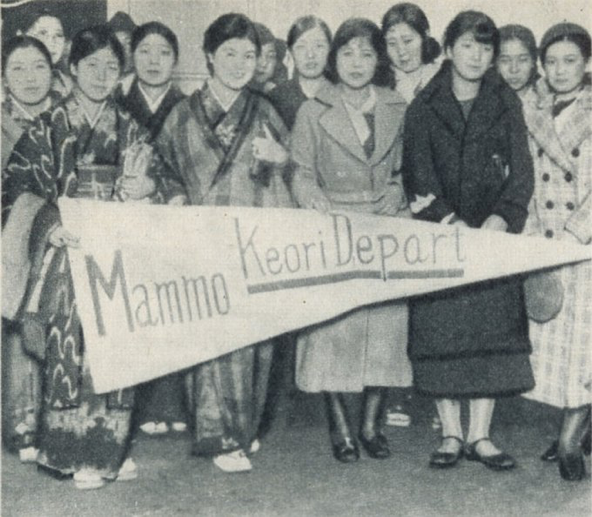
満蒙毛織デパートの販売スタッフ（1932年）

満洲国への日本の投資計画は、1933年に関東軍と満鉄調査部部員で構成する「満洲経済調査会」が作った「満洲国経済建設綱要」で基本方針が定められた。「綱要」によると「我国経済の建設に当たりては、無統制なる資本主義経済の弊害に鑑み、之に所用の国家的統制を加え、資本の効果を活用」するとしており、当時、世界恐慌の影響を受けず重工業の生産高を増やしていたソ連型の計画経済を指向した。金属、石油、兵器などの戦略物資は満洲国と満鉄が主に出資して設立した特殊法人に独占を認めたほか、その他の産業でも一業一社主義を実施し、財閥を排除した。
また、1932年に満洲中央銀行を設立して、満洲国内でいくつもの種類があった通貨を一元化し、満洲元を発行した。
1930年代後半に入り、日本陸軍は満洲国で自立した経済を確立することと、軍需産業の大規模な開発を行うことを決め、1936年10月の湯崗子会議で、軍需産業の確立、農産資源の増産、産業開発のための施設整備、20分野の産業を重点開発目標に定め総額26億円を投資する「満洲産業開発五カ年計画」を決定した。
しかし、1937年に日中戦争が勃発したため、4月から始まった計画は鉱工業生産を中心に投資予定は大幅に増額修正され、約50億円となった。自給自足経済の確立も困難となり、日本への原材料供給基地としての意味合いが強くなった。また、同じく1937年、鮎川義介が率いる日本産業が、本社を新京に移駐して満洲重工業開発となり、満洲国内の重工業、鉱業への持株会社として、鉱工業への投資を一元的に管理した。
当初、満洲工業の中心は交通の要所奉天と大連周辺にあり、石油・石炭・大豆・鉄道部品・武器・航空機・リキュール・ビール・加工食品・ガソリンの精製等を行っていた。そのほか、鞍山、沙河口、旅順、撫順、阜新、等の都市であった。また、日本海地区への輸出の窓口として朝鮮北部の港である雄基港、清津港、羅津港も使われていた。

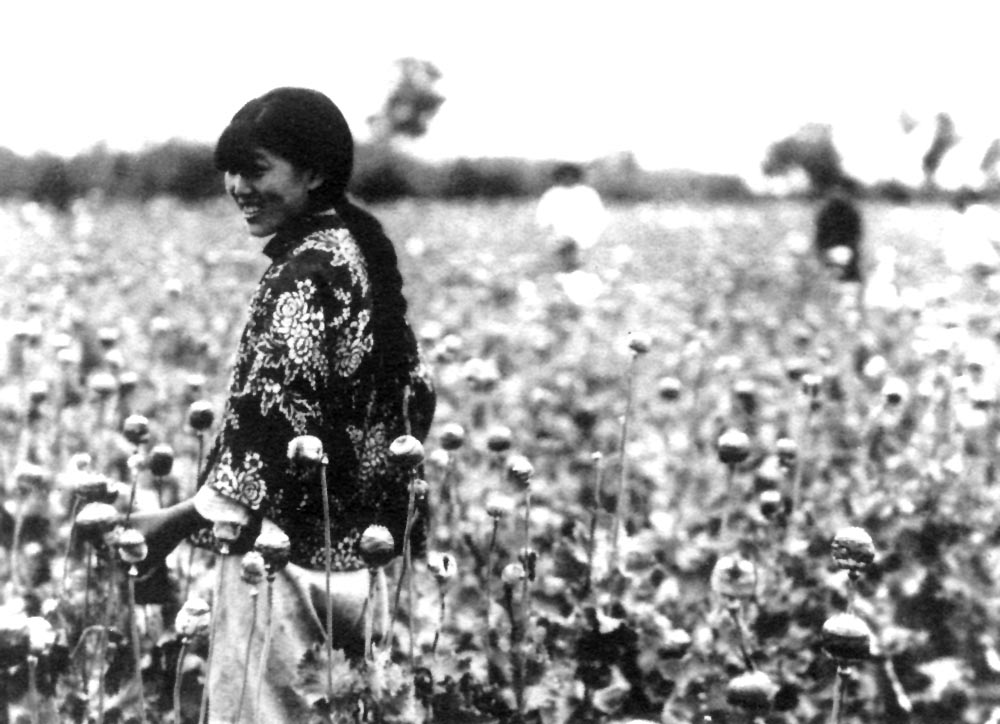
満洲国（北满洲）のけしの収穫というキャプション。2001年、現在の偽満皇宮博物院（旧満洲国皇宮）によるキャプション。

満洲の対日貿易額は、1931年に輸出額が輸入額を超えた。投資額の半分から3分の2が大豆製品に充てられ、約10%ずつが石炭と鉄に充てられた。輸入品としては、綿・様々な穀物の粉・粗鉄・工業原料等があった。主要貿易国は中華民国と日本で、若干の輸出がソ連にもなされている状態だった。
満洲では、外国の実業家が「満洲国("Manchukuo")」をもじって「日本州国("Japanachukuo")」と呼ぶほど、日本人の進出が進んでいて、日本が全額出資する満鉄と満洲重工業開発が支配する特殊法人が国内の主要産業を独占していた。鮎川義介は、投資機会をアメリカなど外国に分配することを求めたが、外国の影響を嫌う関東軍に拒絶された。明治期、エドワード・ヘンリー・ハリマンの南満洲鉄道への経営参画を阻止した経験は、満洲国建国後も、国家経営に影響することになる。しかし建国後間もなく、フォード・モーターやゼネラルモーターズなどのアメリカ企業や、香港上海銀行やP&Oなどのイギリス企業をはじめとする各国の大手企業が満洲国内に支店を置き営業を行い、フォード・モーターやゼネラルモーターズなどは乗用車で半分以上のシェアを獲得している。
日本の投資により、下記のような企業が設立された。

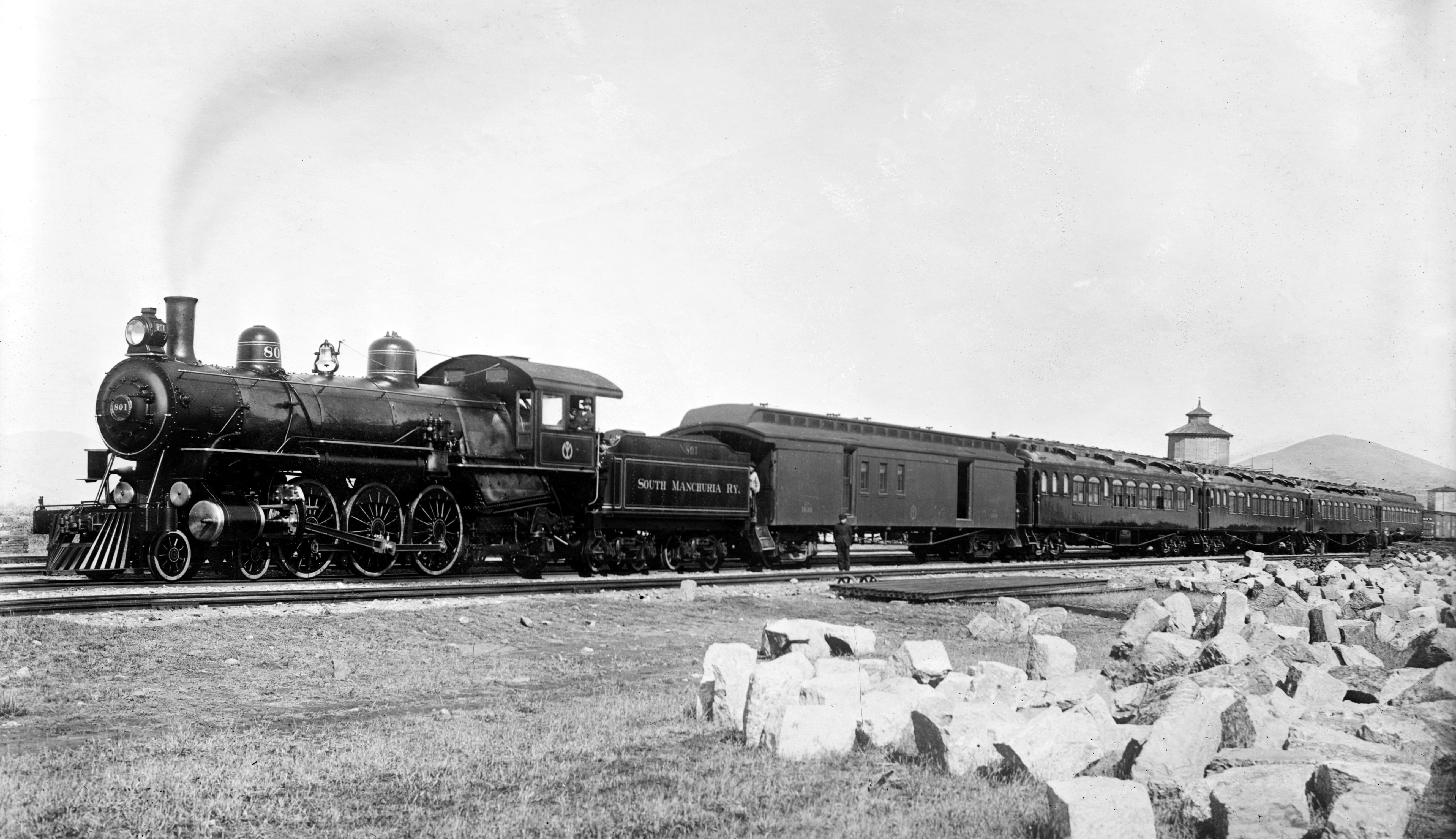
南満洲鉄道

- 同和自動車工業株式会社（車とトラックの製造）
- ハルビンの満洲飛行機製造株式会社（エンジンと航空機の製造。1938年に満洲航空から独立）
- 南部式自動拳銃製造の奉天兵器廠
- 鞍山製鉄所（1913年）と改名した後の昭和製鋼所（1933年）
- 満洲工作機械
- 奉天造兵所
- 満洲航空株式会社
- 満洲中央銀行（国営中央銀行）
- 南満洲鉄道（通称「満鉄」）

等。

## 満洲国の鉱物資源

### 石炭
主要な石炭の鉱床は撫順にあり、15km³の広さに10億トンの埋蔵量があると推定されていた。
1907年から1908年の間は、その産出量は200万トン以下だった。1919年から1920年では370万トンまで増加した。後に1924年から1929年の間には554万トン、1934年には石炭産出量は800万トンまで増加していた。
石炭の増産は、内部需要の増加と輸出の増加によるものだった。
1934年から1936年の石炭産出量の内訳は、
- 黒竜江： 40.5万トン
- 熱河： 45.8万トン
- 吉林： 26.7万トン
- 奉天：1,065.6万トン

その他の主要な鉱床としては煙台があり、1923年から1924年には100万トンを産出していた。
1930年の満洲国全体の石炭産出量は、1,000万トンを超えた。1941年には、200億トンの埋蔵量のうち、2,000万トンを産出していた。

### 石油
満洲国では、ガソリンは鉱物資源からの蒸留によって抽出されていた。撫順では、1941年に100万トンが生産されていた。熱河の石炭鉱床でも、ごく少量のガソリンが抽出されていた。

### 鉄
1931年から1932年にかけては、鉄の生産量は、100万トンであった。1934年には95万トンの低質な赤鉄鉱の鉱床が見つかり、別の場所でも23.5万トンの鉱床が見つかった。遼寧では、10億トンの良質な鉄が眠っていた。

### アルミニウム
満洲国の主要なボーキサイトの原料は、遼寧のアルナイトであった。

### その他の鉱物
満洲国では、少量ながら銅とマンガンが産出した。また、川から金が採れ、塩湖から塩を採取することもできた。さらに大量のアンチモンも存在した。
日本人の1人当たりの鉄使用量が平均70kgだったのに対して、中国では270トンであった。（アメリカは450kg）

## 鉄とスチールの精製
1933年、鞍山での鉄の総精製量は43万トンであった。1941年には定期的に175万トンの鉄と、100万トンのスチールを精製できるようになり、1942年の大掛かりな設備投資によって、生産力が340万トンまで向上した。

## 満洲国のその他の産業
1932年から、その他の産業に対する日本の政府・民間投資も増加していった。
- 農業用肥料
- ダイナマイト等の爆発物
- 工作機械
- 電気工学諸分野
- 重化学工業諸分野

と同時に、家や近代的なビルの建設が都市部で進んだ。
なお、ドイツやイタリアの企業のみならず、フォード・モーターやゼネラルモーターズをはじめとした国交を持たないアメリカの大企業も進出し、1941年7月に日米関係が悪化するまで営業を続けた。

## 満洲の自由貿易地域と港
- 自由貿易地域: （鉄道でのロシア人との交易のため）
  - チチハル
  - ハルビン
  - 琿春

- 自由港: （米英独の貿易商との交易のため）
  - 営口
  - 安東
  - 大連
  - 旅順

1931年には、日本国内の天然資源の総生産額は2億8300万円だった。不足分は海外からの輸入を行っており、それが2億2200万円だったことから、約60％の自給率といえる。